# Llei de la puresa
La Llei de la Puresa (en alemany, Reinheitsgebot) fou decretada el 23 d'abril de 1516 per Guillem IV de Baviera. La llei dictava que la cervesa solament es podia fer utilitzant tres ingredients: aigua, ordi i llúpol. Es creu que és la primera regulació legal d'un aliment.

## Característiques
La llei no fa esment al llevat, que fou descobert per Louis Pasteur el 1880, com a part del procés de fermentació de la cervesa. Abans de conèixer el mecanisme de la fermentació, els cervesers afegien el sediment d'una fermentació anterior a la nova, d'aquesta manera els bacteris encarregats de la fermentació eren incorporats a la nova sopa. La principal raó d'esser d'aquesta llei era el fet que Guillem IV tenia el monopoli de l’ordi. D'aquesta manera, en ser l'únic venedor d'un dels components bàsic per l'elaboració de la cervesa, va augmentar les vendes del cereal i el seu preu.
La llei va romandre en vigor fins al 1986, en què va ser substituïda per les regulacions de la Unió Europea.